# アルテーニャ
アルテーニャ（伊: Artegna）は、イタリア共和国フリウリ＝ヴェネツィア・ジュリア州ウーディネ県にある、人口約2,900人の基礎自治体（コムーネ）。

## 地理

### 位置・広がり

#### 隣接コムーネ
隣接するコムーネは以下の通り。
- ブーヤ
- ジェモーナ・デル・フリウーリ
- マニャーノ・イン・リヴィエーラ
- モンテナルス
- トレッポ・グランデ

### 気候分類・地震分類
アルテーニャにおけるイタリアの気候分類 (it) および度日は、zona E, 2730 GGである。
また、イタリアの地震リスク階級 (it) では、zona 1 (sismicità alta) に分類される。